# Erycibe bullata
Erycibe bullata är en vindeväxtart som beskrevs av Ridley och Hoogl. Erycibe bullata ingår i släktet Erycibe och familjen vindeväxter. Inga underarter finns listade i Catalogue of Life.